# Riečka (Rimavská Sobota)
Riečka (in ungherese: Sajórecske) è un comune della Slovacchia facente parte del distretto di Rimavská Sobota, nella regione di Banská Bystrica.